# Palmystery
Palmystery è il sesto album in studio del bassista Victor Wooten pubblicato nel 2008 da Heads Up Records.

## Tracce
1. 2 Timers – 4:51
2. Cambo – 5:25
3. I Saw God – 4:20
4. The Lesson – 5:55
5. Left, Right & Center – 7:11
6. Sifu – 7:36
7. Miss U – 4:33
8. Flex – 6:37
9. The Gospel – 6:40
10. Song for My Father – 5:18
11. Happy Song – 4:23
12. Us 2 – 2:58

## Musicisti
- Victor Wooten – basso, kora, slide bass, basso fretless, battito di mani, voce, produzione
- Derico Watson – batteria
- J.D. Blair – batteria
- Joseph Wooten – tastiere, pianoforte, organo, voce
- Rod McGaha – tromba
- Eric Silver – violino, mandolino
- Anthony Wellington – basso
- Regi Wooten – chitarra, basso
- Amir Ali – violino, liuto, darabouka, voce
- Saundra Williams – voce
- Steve Bailey – basso fretless
- Richard Bona – percussioni, voce
- Roy Wooten – cajón, shakers, battito di mani
- Rudy Wooten – sassofono alto
- John Billings – basso
- Raymond Massey – batteria
- Chuck Rainey – voce
- Dennis Chambers – batteria
- Will Kennedy – batteria
- Mike Stern – chitarra
- Neal Evans – organo
- Shawn "Thunder" Wallace – sassofono alto
- Dane Bryant – tastiere
- Darrell Tibbs – percussioni
- James Jackson – conga
- Alvin “Lil’ Al” Cordy – basso
- Earl “Big E” Walker – batteria
- Roosevelt “The Doctor” Collier – pedal steel guitar
- Alvin Chea – voce
- Derrick Lee – voce
- Keith Lee – voce
- Adam Wooten – voce
- Holly Wooten – voce
- Kaila Wooten – voce
- Daniel Hunt – voce
- Sifu Brian Edwards – voce
- Alvin Lee – chitarra
- Keb' Mo' – slide guitar
- Barry Green – trombone
- Dorothy Wooten – voce
- Doug Woodard – voce
- The Woodard Family – voce
- Howard Levy – armonica
- Jeff Coffin – sassofono tenore e baritono
- Karl Denson – sassofono alto